# Reinhold Max Eichler

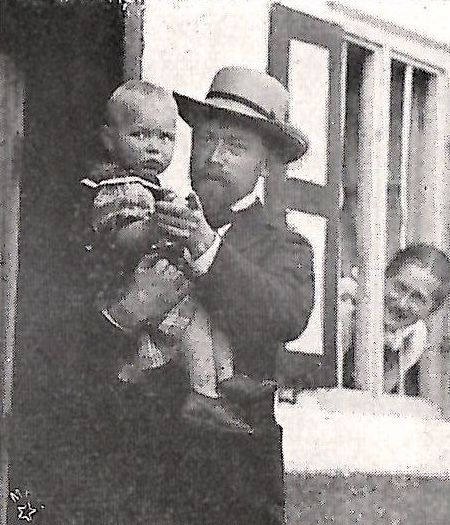
Reinhold Max Eichler, um 1902

Reinhold Max Eichler (* 4. März 1872 in Mutzschen, Sachsen; † 16. März 1947 in München) war ein deutscher Maler, Zeichner und Illustrator. 

## Leben

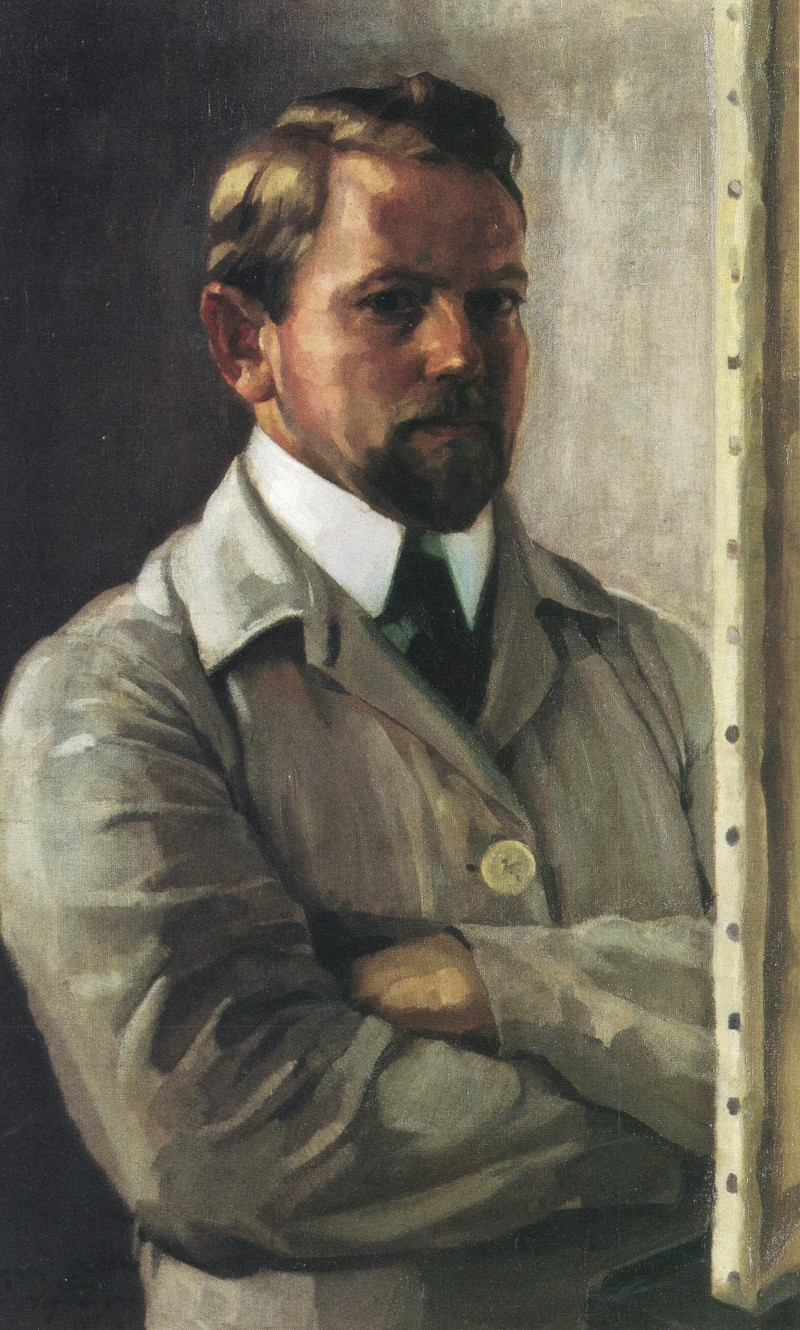
Reinhold Max Eichler: Selbstbildnis (1911)

Reinhold Max Eichler wurde 1872 in Hubertusburg, Mutzschen in Sachsen als Sohn eines Landwirts geboren. Er studierte zunächst an der Kunstakademie Dresden von 1889 bis 1893. Anschließend wechselte er an die Akademie der bildenden Künste nach München in die Malklassen von Paul Hoecker. 1896 wurde er  Mitarbeiter der Jugend und des Simplicissimus, für die er Illustrationen anfertigte, sowie 1899 Mitglied der Künstlervereinigung die Scholle. Ab 1903 arbeitete er ausschließlich für die Jugend. Der Künstlervereinigung Die Scholle gehörten neben Eichler, Gustav Bechler, Hansl Bock, Ludwig Bock, Edward Cucuel, Erich Erler (-Samaden), Fritz Erler, Max Feldbauer, Walter Georgi, Adolf Höfer, Adolf Münzer, Walter Püttner, Leo Putz, Franz Wilhelm Voigt, Robert Weise an.
Als Motive wählte Eichler hauptsächlich Frauenakt und Landschaft (besonders der bayrischen Region Holzhausen am Ammersee), aber auch heroische Szenen. Er erhielt später den Professorentitel.

## Werke in Museen und öffentlichen Ausstellungen
- Berlin: Nationalgalerie Frühling.
- Darmstadt.
- Landsberg am Lech: Stadtmuseum.
- München: Bayerische Staatsgemäldesammlung: Picknick im Mai; Dame mit Hut in Wesslinger Landschaft; Bauernmädchen.
- München: Staatliche Graphische Sammlung München.
- München: Fresken mit Darstellung der Vier Jahreszeiten für die Galerie von Heinrich Thannhauser im Arco-Palais.[2]
- Regensburg.
- Grünwald: Altar-Fresko Die Bergpredigt in der Evangelischen Thomaskirche. Das aufwändige, großformatige Fresko (4,5 m × 6,5 m) ist eines der bedeutendsten Werke Eichlers, das er in 54 sogenannten Tagwerken im Alter von 62 Jahren (1935) schuf. Das Altar-Fresko wurde von einer Kunsthistorikerin und zwei Restauratoren in den Jahren bis 2008 untersucht und restauriert, so dass es heute der Vergessenheit entrissen ist und in seiner ursprünglichen Farbigkeit und Ausdruckskraft wieder erstrahlt. Es verkündet auch für heutige Christen die Liebe Gottes zu uns Menschen.[3][4]